# 陸上自衛隊水陸機動團

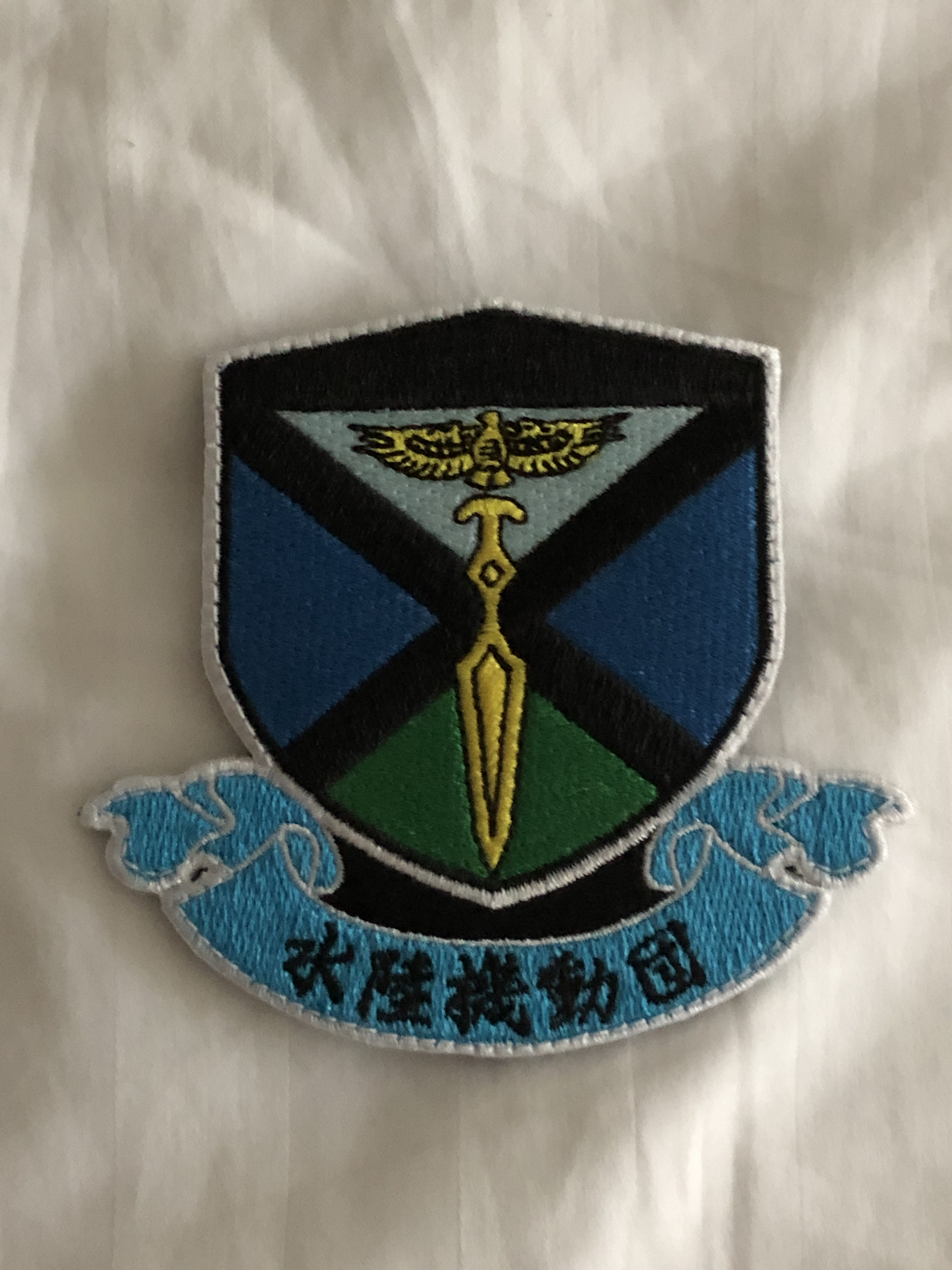
水陸機動團臂章

水陸機動團（日语：／ Suiriku Kidōdan），簡稱水機團，是日本依據2013年公布的《防衛計劃大綱》（25大綱），於自2018年起增設的陸上自衛隊下屬兩棲部隊，規模約3000人，計劃部署於九州或者西南諸島，專精兩棲作戰，負責奪島任務，並且也被視為美國海軍陸戰隊在西太平洋的夥伴隊伍。
水陸機動團於2018年4月7日正式創團，以普通科（步兵）戰力為中心，目前由3個水陸機動联队（相當於陸戰團）所構成其基幹。

## 背景

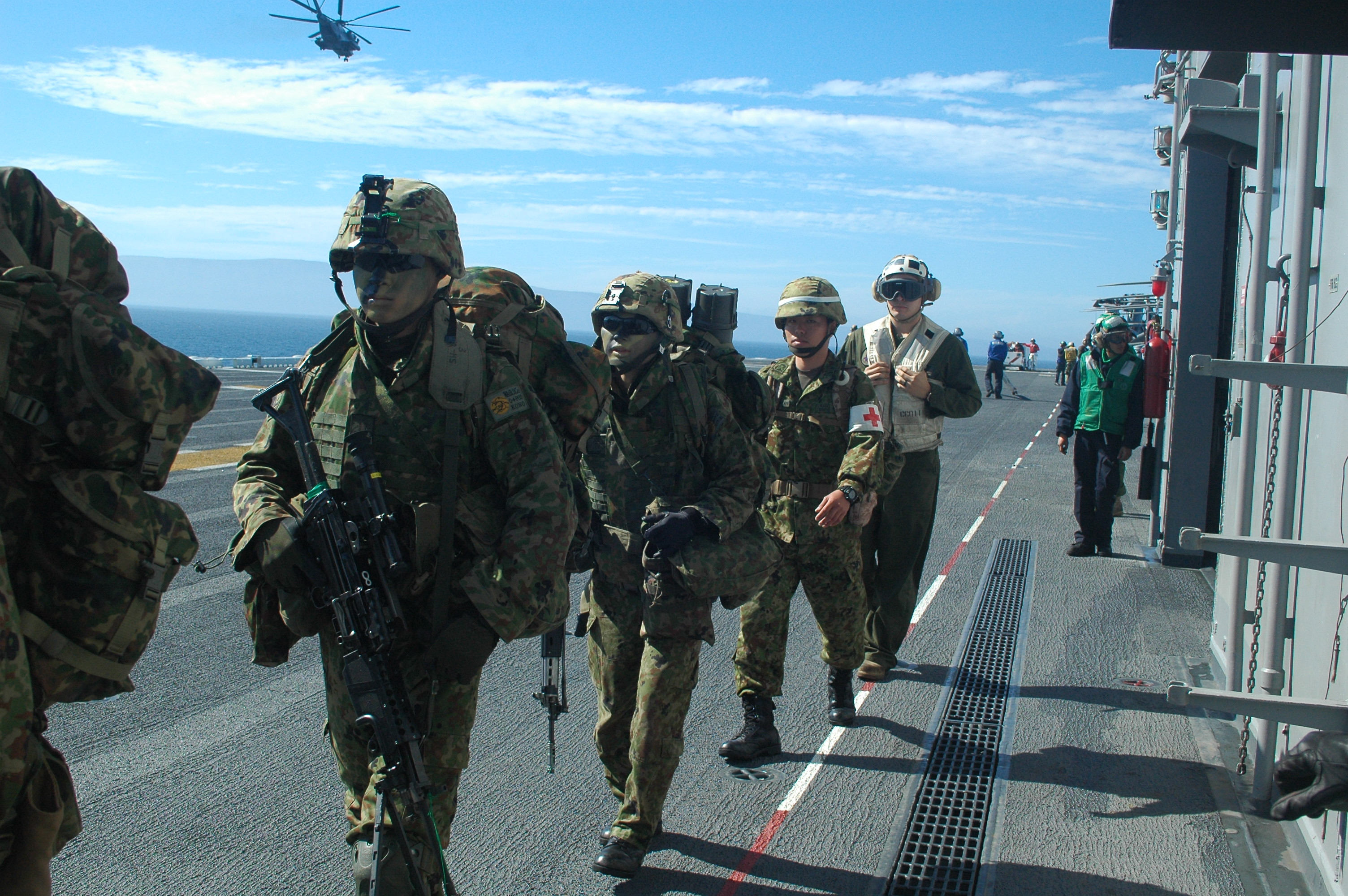
水陸機動團第1水陸機動联队前身部隊——西部方面普通科联队（西普連）派遣隊員前往美國加州的聖克利門蒂島參加2012年「鐵拳演習」。

21世紀初，中華人民共和國國力增強，制定了突破第一島鏈的方針，中國人民解放軍在東海的活動日益頻繁，中國海警等部門的船艦或飛機也經常接近釣魚台周邊海域。日本政府為了應對相關的動態與潛在威脅、及加強防衛力量的整備，在2013年12月17日舉行了國家安全保障會議和內閣會議後，便發表新版的「25大綱」，並根據該大綱中敲定的「統合機動防衛力」方針，明確公告要新編一支隸屬於陸自的兩棲機動部隊、強化海軍陸戰隊機能，在初期先創立水陸兩用準備隊、與負責離島防衛的西部方面隊普通科联队（西普連，第1水陸機動联队前身）合作，並購入美製水陸兩用戰車。2014年3月2日，防衛大臣小野寺五典表示將在日本西南部建立「水陸機動團」，強化離島防衛。
水陸機動團是以美國海軍陸戰隊作為參考藍本所設，其組建也受到美國及英國方面的援助。在水陸機動團擬定創設之前，西普連即已有多次與美軍共同演習的經驗，包括赴美進行的「鐵拳軍演」（Iron Fist），訓練其登陸作戰和奪島作戰能力，實施地點包含美國加州的陸戰隊潘德頓營和聖克利門蒂島等地。除了參與美海軍陸戰隊的演習外，日本陸上自衛隊也在2014年時首次加入多國聯合舉行的環太平洋演習，參與兩棲作戰和島嶼防衛的訓練項目。

## 組織

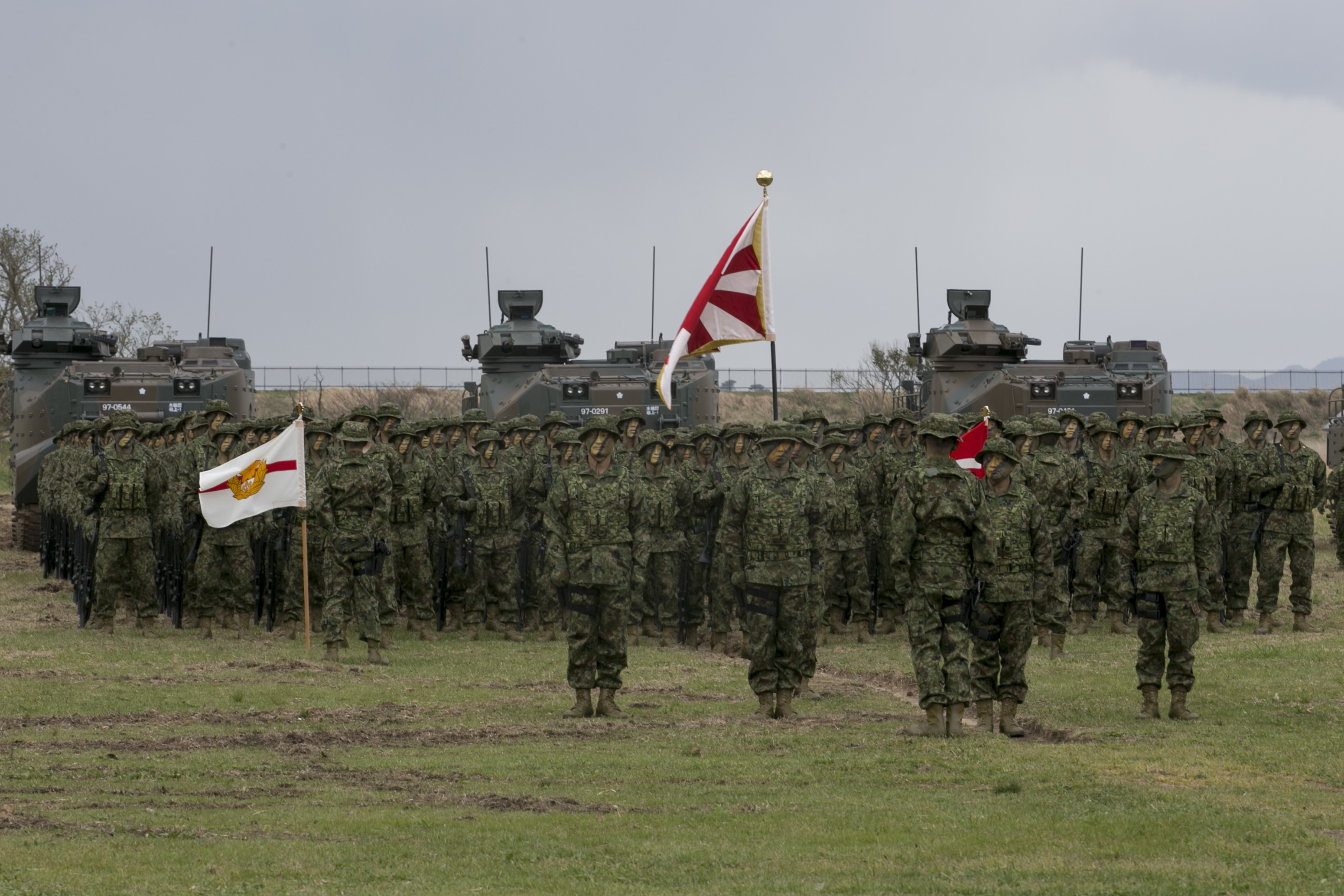
水陸機動團創設典禮（2018年4月7日）

新編成的水陸機動團作為陸上總隊[註1]的直轄部隊，下轄3個联队，隊員數量合計2,100人，未來預定增加至3,000人。作為水陸機動團主力部隊的第1联队，是以西普連為基礎進行重組，與機動團司令部一起駐紮在長崎縣佐世保的相浦駐屯地。第2联队和第3联队的規模則預計介於700人至900人之間。
平成27年版防衛白書的水陸機動団編制計画
- 水陸機動団（約3,000名）
  - 団本部等
  - 水陸機動連隊（3個）
  - 水陸両用車部隊
  - 特科部隊
  - 偵察部隊
  - 施設科部隊
  - 通信科部隊
  - 後方支援部隊
  - 教育部隊
- 航空科部隊（水陸機動団外）：支援

2018年水陸機動團創隊後，由青木伸一陸將補（少將）出任首屆團長，該年3月27日，防衛省發布了水陸機動團數位核心幹部的人事任免令，其中副團長由小野田宏樹1等陸佐（上校）出任，水陸機動團轄下的兩支联队中，第1联队因由西普連改制而成，而由西部方面普通科联队联队長豊田龍二1等陸佐接任首任联队長。第2水陸機動联队的首任联队長則為藤井義勝1等陸佐。第3水陸機動联队，將在2023年部署到長崎縣大村市的竹松基地，規模約600人。

## 編制
- 團本部
- 陸上自衛隊第1水陸機動聯隊
- 陸上自衛隊第2水陸機動聯隊
- 陸上自衛隊第3水陸機動聯隊
- 战斗登陸大隊（日语：水陸機動団戦闘上陸大隊）（崎边分屯地・玖珠駐屯地）
- 水陸機動团特科大隊（湯布院駐屯地）
- 水陸機動团偵察中隊
- 水陸機動团设施中隊
- 水陸機動团通信中隊
- 水陸機動团後方支援大隊
- 水陸機動教育隊（日语：陸上自衛隊水陸機動教育隊）

## 駐地
- 相浦駐屯地（長崎県佐世保市大潟町）
  - 団本部および本部付隊
  - 第1水陸機動聯隊
  - 第2水陸機動聯隊
  - 偵察中隊
  - 施設中隊
  - 通信中隊
  - 後方支援大隊
  - 水陸機動教育隊
- 竹松駐屯地（長崎縣大村市）
  - 第3水陸機動聯隊
  - 戦闘上陸大隊 第3戦闘上陸中隊
  - 後方支援大隊 第2整備中隊 第3普通科直接支援隊
  - 後方支援大隊 第2整備中隊 戦闘上陸直接支援小隊
- 相浦駐屯地崎辺分屯地（長崎県佐世保市崎辺町）
  - 戦闘上陸大隊 本部管理中隊與第1戦闘上陸中隊
  - 後方支援大隊 第2整備中隊 戦闘上陸直接支援小隊
  - 水陸機動教育隊 第2教育科
- 湯布院駐屯地（大分県由布市）
  - 特科大隊
  - 後方支援大隊 第2整備中隊 特科直接支援小隊
- 玖珠駐屯地（大分県玖珠郡玖珠町）
  - 戦闘上陸大隊 第2戦闘上陸中隊
  - 後方支援大隊 第2整備中隊 戦闘上陸直接支援小隊

## 使用裝備

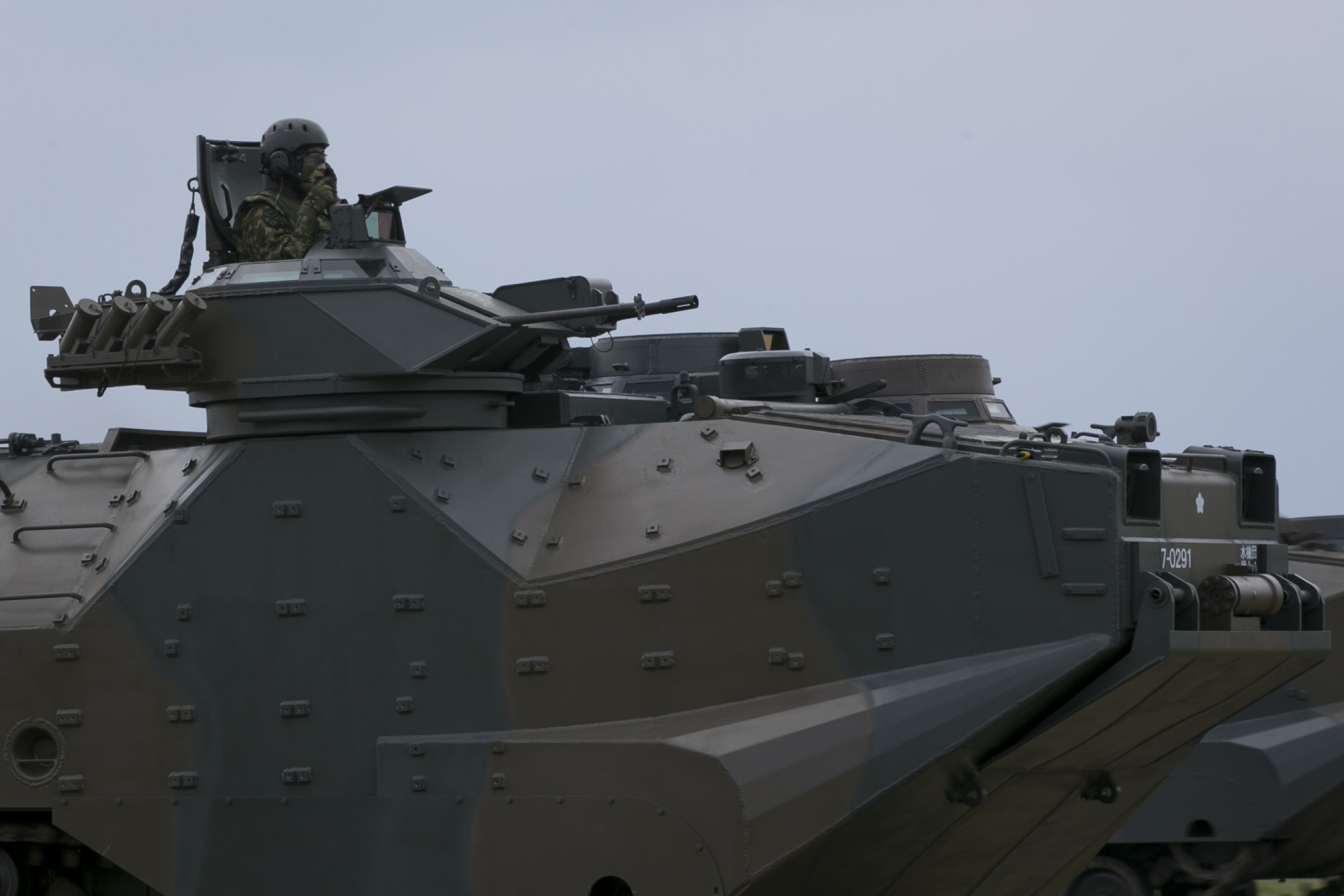
水陸機動團配備的AAV-7兩棲突擊車

2014年2月20日、日本政府以5億日圓跟美國採購的4輛AAV-7兩棲突擊車運抵橫濱港。該款戰車是美國海軍陸戰隊的主力運兵載具，日本預計在2014年至2018年間購入52輛AAV-7，以供水陸機動團使用。
水陸機動團的裝備需要自衛隊現有設施的擴建，例如相浦駐屯地內預計增設的直升機緊急逃生、登陸作戰等訓練設施，而防衛省也因此與佐世保市政府進行協商，以迎合自衛隊的用地需求。2014年3月24日，防衛副大臣武田良太就兩棲戰車的部署地點問題，會晤了佐世保市長朝長則男。武田在面談時表示除了相浦駐屯地之外，還選定了該市西部、由佐世保重工業擁有的崎邊西地區，以用來配置自衛隊的兩棲戰車及其所屬部隊、同時亦將之作為水陸機動團的候補駐地。4月16日，日本防衛省在茨城縣的霞浦駐屯地向各媒體展示這些美製戰車、小野寺大臣也在當天出席試乘。
防衛省替水陸機動團的裝備編列了35億日圓的預算，當中除了水陸兩用戰車的購買費、將海上自衛隊運輸艦改造為兩棲艦的維修費等項目之外，還計入了其他的周邊相關費用。

## 主要幹部

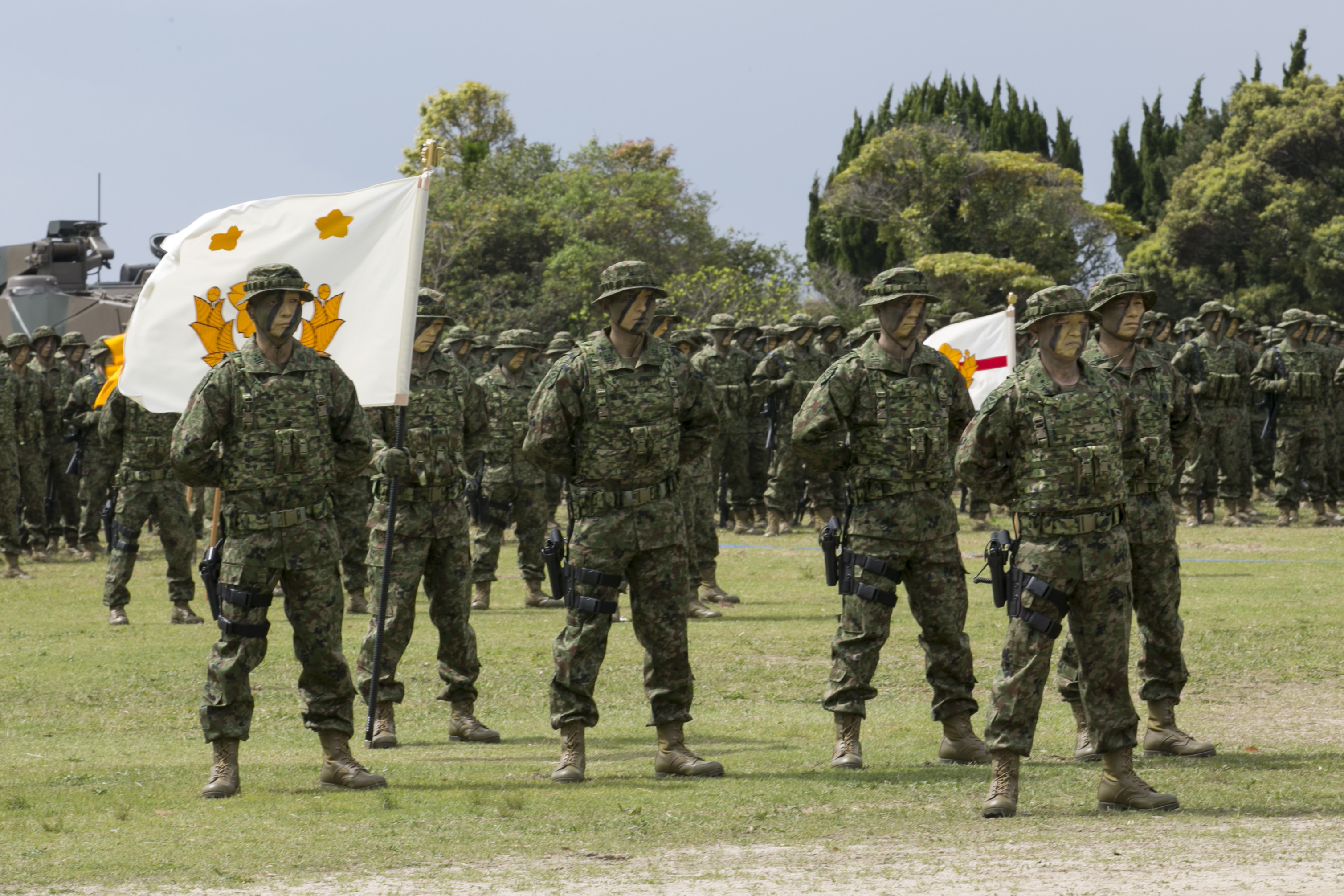
水陸機動團的主要幹部，前者(中央)為創團後首任團長青木伸一陸將補（少將），團長旗旁為團本部幕僚和各科長

| 官職名                         | 階級    | 氏名     | 補職發令日     | 前職                                     |
| ------------------------------ | ------- | -------- | -------------- | ---------------------------------------- |
| 水陸機動團長 兼 相浦駐屯地司令 | 陸將補  | 武者利勝 | 2025年3月24日  | 西部方面総監部幕僚副長                   |
| 副團長                         | 1等陸佐 | 藤村太助 | 2022年12月1日  | 統合幕僚監部運用部運用第1課 特殊作戰室長 |
| 高級幕僚                       | 1等陸佐 | 阿部俊文 | 2023年12月22日 | 第5陸曹教育隊長                          |

| 代 | 氏名     | 在職期間                        | 出身校・期 | 前職                           | 後職                                         |
| -- | -------- | ------------------------------- | ---------- | ------------------------------ | -------------------------------------------- |
| 01 | 青木伸一 | 2018年03月27日 - 2019年12月19日 | 防大32期   | 西部方面總監部幕僚副長         | 陸上自衛隊富士学校副校長 兼 諸職種協同中心長 |
| 02 | 平田隆則 | 2019年12月20日 - 2021年12月21日 | 幹候71期   | 西部方面總監部幕僚副長         | 退役                                         |
| 03 | 梨木信吾 | 2021年12月22日 - 2023年12月21日 | 防大40期   | 統合幕僚監部防衛計画部計画課長 | 陸上総隊司令部運用部長                       |
| 04 | 北島一   | 2023年12月22日 - 2025年3月23日  | 防大39期   | 西部方面総監部幕僚副長         | 統合作戰司令部作戦部長                       |
| 05 | 武者利勝 | 2025年3月24日 -                 | 防大42期   | 西部方面総監部幕僚副長         |                                              |

## 流行文化
- 《GIGANTIS-ジャイガンティス-》[30]